# The Idolmaster (videojuego)
The Idolmaster (アイドルマスター Aidorumasutā?, estilizado oficialmente como THE iDOLM@STER) es un videojuego de simulación de vida desarrollado por Metro y publicado por Namco Bandai Games. Salió el 26 de julio de 2005 como juego de arcade y es el primer juego de la saga The Idolmaster. Recibió un port para la Xbox 360 el 25 de enero de 2007 con muchos cambios y mejoras. 
El desarrollo del juego empezó en 2001, con la idea de hacer un juego de arcade que hiciera que los jugadores quisieran volver a jugar todos los días. Para aprovechar la cultura competitiva que rodea los juegos arcade, el juego se desarrolló de forma que los jugadores compitieran contra las idols de otros jugadores en una red nacional. Dos meses antes del lanzamiento de la versión arcade ya se estaba discutiendo el lanzamiento de un port. La consola Xbox 360 fue elegida porque el equipo de desarrollo consideró que su hardware y la red de Xbox Live podían soportar las especificaciones del videojuego.
La historia sigue la carrera de un productor a cargo del entrenamiento de ídols pop en su camino hacia la fama. Esto incluye encargarse del horario de la idol, llevarlas a su trabajo, entrenarlas durante las lecciones y dirigirlas en sus audiciones. A medida que el juego avanza, se desarrolla una relación entre la idol y su productor, fomentada a través de hablar con la idol y tener buenos recuerdos. El juego original contiene 10 canciones que cantan las idols, incrementadas a 16 en su versión de Xbox 360, lanzadas todas más tarde en distintos álbumes de música. El sistema de simulación de vida ha sido descrito como simple y fácil de entender, y los diversos minijuegos como "adictivos". Sin embargo, el juego ha sido criticado por presentar una visión estrecha y poco realista del mundo de las idols.

## Recepción
Si bien la cantidad de ventas no está disponible para el port de Xbox 360 de The Idolmaster, fue el decimoquinto videojuego de consolas mejor vendido en Japón en el momento de su lanzamiento. La versión de Xbox 360 recibió una puntuación conjunta de 26 sobre 40 de la revista japonesa Famitsu.
El port ha sido acreditado por hacer de Japón el país con el mayor ratio de registros a Xbox Live comparado con el número de consolas vendidas. En la fecha de lanzamiento de The Idolmaster (Xbox 360), se vendieron cuatro veces más Microsoft Points que antes de su lanzamiento. El sistema de simulación de vida se ha descrito como simple y fácil de entender, y los minijuegos han sido descritos como "adictivos". A pesar de haber un número limitado de minijuegos para las lecciones, tienen una "abundancia de variaciones" y no se hacen cansados debido a su inesperado alto nivel de dificultad. De forma similar, elegir las respuestas correctas, por ejemplo en la fase de promoción, también se ha descrito como algo difícil, porque cada una de las opciones parece muy similar, a pesar de tener resultados radicalmente diferentes.
Mientras que un crítico de Famitsu sugirió que era natural identificarse con las idols al verlas actuar, otro analista dijo que el juego sería algo tedioso si el jugador no tuviera un vínculo emocional con la idol. Escribiendo para Dengeki Online, la primera reacción del crítico Aogeyarō fue de vergüenza al jugar un juego bishōjo en público, pero tras jugarlo, sintió que los altibajos emocionales del juego, incluyendo superar o no las audiciones, eran muy entretenidos. Analizando el port de Xbox 360, comparó el límite de 52 semanas a la crueldad que rodea la industria del entretenimiento. El juego también ha sido criticado por presentar una visión estrecha y poco realista del mundo de las idols. Dom Nguyen, escribiendo para Wired, describió el juego de arcade como incómodo y sintió aprensión sobre los varios minijuegos táctiles que "te animan a acariciar la pantalla." También describió la "naturaleza consumidora de monedas" del juego como "perturbadora.", y que resultaría en una "suma ridícula" si se jugaba durante mucho tiempo. Aogeyarō también comentó sobre el elevado precio de un pack de contenido descargable para la versión de Xbox 360, y advirtió que no todo lo que el pack contiene puede ser deseado o necesitado.